# Konrad z Konstancji
Konrad z Konstancji (ur. ok. 900 w Altdorfie, zm. 26 listopada 975 lub 976 w drodze do Rzymu) – biskup Konstancji w 934–975 a. 976, święty Kościoła katolickiego.
Konrad był członkiem potężnego rodu Welfów, synem hrabiego Henryka z Altdorf. Po zakończonej edukacji w szkole katedralnej, został prepozytem katedry w Konstancji i w 934 powołany na stanowisko biskupa.
Do jego osiągnięć zalicza się fakt, że uniknął on uwikłania w bieżącą politykę skupiając się na swoich biskupich obowiązkach. Był jednak blisko związany z cesarzem Ottonem I, któremu towarzyszył w pielgrzymce do Włoch w 962 r. Konrad odbył trzy lub cztery (nigdy nie ustalono) pielgrzymki do Ziemi Świętej, jak również wiele do Rzymu. Założył wiele kościołów, klasztorów i szpitali na biskupich włościach m.in. szpital w Kreuzlingen, nazwany tak od fragmentu krzyża, który został przez Konrada przywieziony z Jerozolimy i złożony w darze.
Konrad z Konstancji zmarł w drodze do Rzymu, towarzysząc cesarzowi. Pochowany został w kościele św. Maurycego w Konstancji. Jego relikwie w późniejszym czasie (1089) zostały przeniesione do katedry, jednakże nie przetrwały do dzisiejszego dnia. W 1526 roku zostały zniszczone przez protestantów, którzy wrzucili je do jeziora.
Kult Konrada zawdzięczany jest w całości wysiłkom Ulryka I z Dillingen, biskupa Konstancji (1111-1127). Jego Vita zostało spisane około 1120 przez Udalschalka, mnicha z opactwa św. Ulryka i św. Afra w Augsburgu, późniejszego opata (1124 lub 1127 do ok. 1150 lub 1151). Późna data tego dokumentu tłumaczy jego braki, co nie przeszkodziło w zatwierdzeniu kultu Konrada podczas soboru laterańskiego w 1123 roku.
W ikonografii święty Konrad jest niekiedy przedstawiany jako biskup trzymający kielich mszalny z pająkiem w kielichu lub ponad nim. Nawiązuje to do historii, w której podczas celebracji mszy do kielicha wpadł pająk. W tym czasie pająki były uważane jako śmiertelnie trujące. Konrad jednakże wypił wino z pająkiem, dając tym samym swoje świadectwo wiary.
Jego wspomnienie liturgiczne obchodzone jest w dzienną pamiątkę śmierci.